# 東北医科薬科大学病院
東北医科薬科大学病院（とうほくいかやっかだいがくびょういん）は、宮城県仙台市宮城野区福室一丁目に所在する、東北医科薬科大学が運営する病院。東北医科薬科大学福室キャンパス内にある。当院（600床）を本院として、東北医科薬科大学若林病院（127床）を分院とする。
江戸時代には武家屋敷だった現・仙台市都心部の名掛丁において、明治期に（現）東北本線開業に伴って仙台駅近接の旅館兼下宿屋が開業した（仙台出身の土井晩翠と共に「晩藤時代」を築いた島崎藤村が居住）。これ以降、同地には不特定多数の人々が集まるようになるが、1904年（明治37年）に個人経営の保生医院となり、不特定多数の人々が集まるのは変わらないながら、業態変更して医業の歴史が始まった。
終戦後、買収されて厚生労働省の外郭団体の病院になった。同地で規模拡大してきたが、土地区画整理事業に伴い、仙石線沿いで仙台郊外の福室に移転。2012年（平成24年）に（学）東北薬科大学に買収されて民間運営に戻ると同時に大学病院となった。これは、東北大学病院、東北福祉大学せんだんホスピタルに続き、大学単位で県内3番目の大学病院である。
保生医院から110年後に医学部新設が決定され、2016年度（平成28年度）より大学名の変更に合わせて現称となった。

## 診療科
| - 内科（総合診療科） - 呼吸器内科 - 循環器内科 - 消化器内科 - 腫瘍内科 - 糖尿病代謝内科 - 腎臓内分泌内科 - 脳神経内科 - 感染症内科 - 緩和ケア内科［がん治療支援（緩和）科］ - 外科 - 呼吸器外科 - 心臓血管外科 - 消化器外科 - 乳腺・内分泌外科 - 整形外科 - 脳神経外科 | - 形成外科 - 肝臓・胆のう・膵臓外科（肝胆膵外科） - 精神科 - 血液・リウマチ科 - 小児科 - 皮膚科 - 泌尿器科 - 産婦人科 - 眼科 - 耳鼻咽喉科 - リハビリテーション科 - 放射線科 - 病理診断科 - 救急科 - 歯科口腔外科 - 麻酔科 |

## 主な指定機関
| - 保険医療機関 - 地域医療支援病院 - 臨床研修病院 - 地域がん診療連携拠点病院 - 救急告示病院 - 災害拠点病院 - DPC対象病院 - 紹介受診重点医療機関 - 宮城県難病診療分野別拠点病院（血液系、免疫系） - 宮城県難病地域拠点病院 - 宮城DMAT指定病院 | - 仙台市認知症疾患医療センター指定病院 - 高次脳機能障害支援拠点病院 - 仙台市病院群当番制事業協力病院 - 結核指定医療機関 - 生活保護法指定医療機関 - 労災保険指定医療機関 - 身体障害者福祉法指定医の配置されている医療機関 - 精神保健及び精神障害者福祉に関する法律（昭和25年法律第123号）に基づく指定病院 - 精神保健指定医の配置されている医療機関 - 指定自立支援医療機関（育成医療・更生医療・精神通院医療） | - 原子爆弾被害者一般疾病医療取扱医療機関 - 原子力災害医療協力機関 - 母体保護法指定医の配置されている医療機関 - 産科医療補償制度加入施設 - 指定小児慢性特定疾病医療機関 - 難病の患者に対する医療等に関する法律に基づく指定医療機関 - 特定疾患治療研究事業委託医療機関 - 日本医療機能評価機構認定病院（一般病院2 3rdG：ver.1.0） - ISO 15189（臨床検査室−品質と能力に関する特定要求事項）認定検査室 |

## 交通アクセス
- 鉄道
  - JR東日本仙石線・陸前高砂駅 徒歩7分
- バス
  - 東北医科薬科大学病院入口（仙台市営バス） 徒歩3分
  - 高砂駅前（仙台市営バス・宮城交通） 徒歩7分
- 自動車
  - 仙台東部道路（仙台都市圏環状自動車専用道路）・仙台港ICより約5分
  - 国道45号から七北田川左岸の県道139号蒲生福田線に入るか、または、陸前高砂駅前の変則十字路を市道高砂駅蒲生線に入り、市道高砂二丁目1号線を進むと病院の入口がある。
  - 駐車場 468台

## 沿革

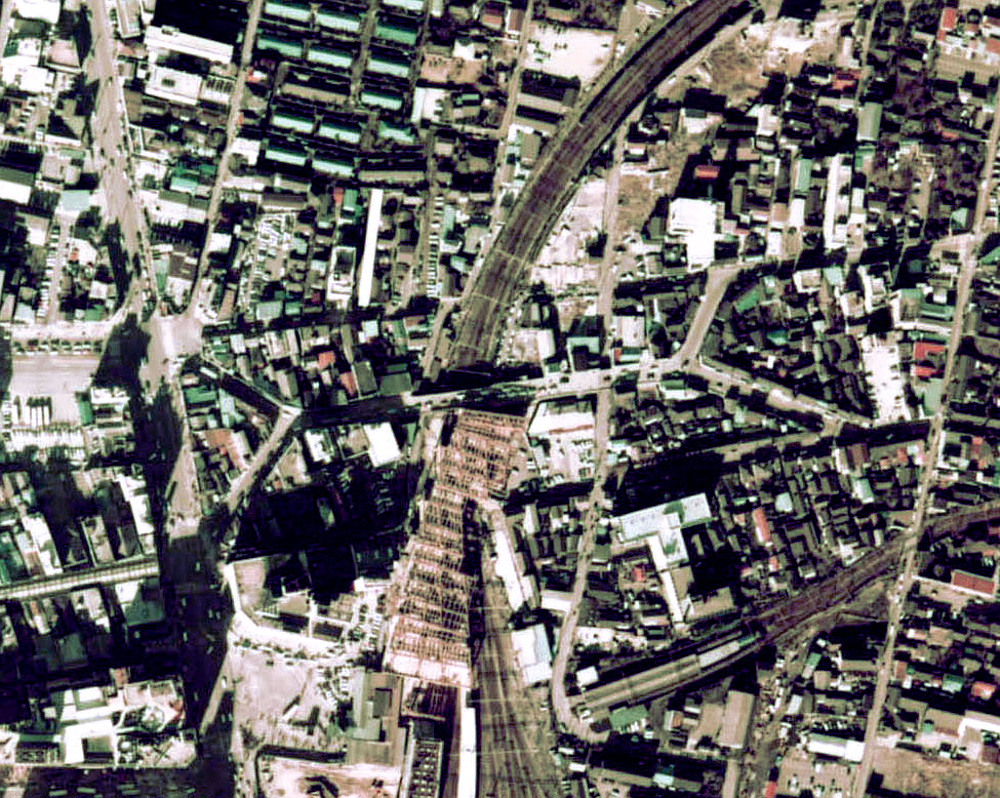
仙石線・仙台駅（写真中央下）の北側に接して建つ、上空から見て「τ」に似た形のビルが移転前の当院（写真当時は社会保険宮城第一総合病院）。
1975年度（昭和50年度）撮影の。
仙台駅東第二土地区画整理事業によって都市計画道路元寺小路福室線が開通した現在と、事業前にあたる写真の時期における仙台駅北部の道路の走行は大きく変化している。

明治維新の廃藩置県（1871年）や秩禄処分（1876年）等によって武士が没落したため、かつての城下町の面積の多くを占めた武家地は転売されていった。また、仙台の経済中心であった芭蕉の辻を南北に通ずる奥州街道（現・国分町通り）では、北側の国分町、南側の南町の両町人町において、廃藩置県で仙台藩の後ろ盾が無くなった藩内各寺社が没落する中で京都等の大寺院が支部を設けたり、金融・病院・妓楼・乗合馬車といった新たな資本が進出したりした。一方、かつての城下町の多くを占める武家地では、1875年（明治8年）から始まる医術開業試験により、西洋医学を修得した医師たちが、小資本の医院を各所に開業していった。
1887年（明治20年）、いわゆる街はずれだった仙台区東六番丁に仙台駅が開業すると、その周辺に旅館・ホテル・商店が集積し始め、芭蕉の辻周辺に次ぐ区内の拠点として発展していった。
仙台城大手門から東に延び、芭蕉の辻を東西に通る大町の東に続く新伝馬町のその隣の名掛丁（その東に石巻街道が接続）は組士（仙台藩の家格参照）が居住する武家屋敷だったが、1894年（明治27年）に宮城県仙台市名掛丁62番地（仙台駅の北東隣接地）に、旅館兼下宿屋の三浦屋が開業した。すると東北学院（仙台市）に勤務し、当館に居住した島崎藤村が、代表作『若菜集』を同地にて執筆した（後に仙台出身の土井晩翠と共に「晩藤時代」を築く）。
1904年（明治37年）、同地の下宿屋が医院となった。これが現在まで続く当院の医業としての出発点となる。同院は約40年同地で続いた。
1945年（昭和20年）の仙台空襲の被災も免れると、終戦後に運営母体が社会保険協会となり、「宮城第一病院」の名称で敷地・設備を拡張していった。
同地の土地区画整理事業（仙台トンネル参照）に伴って1982年（昭和57年）、仙石線沿いかつ国道45号（石巻街道の後継）沿いの福室に移転して「東北厚生年金病院」に改称し、約30年運営された。
社会保険庁改革により東北薬科大学に買収され、2013年（平成25年）より同大薬学部の実習を目的とした「東北薬科大学病院」となった。その後、東日本大震災（2011年）からの復興と東北地方の医師不足解消を目的とした医学部新設の政策が議論・実施され、同大に医学部が新設された2016年（平成28年）より「東北医科薬科大学病院」となった。

### 「名掛丁」時代

#### 武家屋敷
名掛丁は江戸時代、石巻街道（塩竈街道）が城下町に入る道沿いにあり、組士が居住して警備していた（石巻街道は現在、国道45号に受け継がれている）。

#### 下宿屋
1894年（明治27年）より、宮城県仙台市名掛丁62番地（現・宮城県仙台市宮城野区名掛丁）には旅館並びに下宿屋の「三浦屋」があった。ここに島崎藤村が、仙台市での住居を支倉町10番地の田代家から移し、1896年（明治29年）11月から翌年7月に仙台を離れるまで居住した。この下宿屋で藤村は代表作『若菜集』を執筆し、後に仙台県仙台（現・宮城県仙台市）出身の土井晩翠と共に「藤晩時代」あるいは「晩藤時代」と呼ばれる一時代を築いた。
藤村が仙台を離れた約4年後の1901年（明治34年）に名掛丁62番地は、「平田屋酒店」（下宿屋兼業）となった。

#### 保生病院
平田屋酒店になってから約3年後の1904年（明治37年）より、名掛丁62番地は「伊藤保生病院」となった。住所の改称年月日は不明だが、同地は「名掛丁120番地」となった。

#### 宮城第一病院
1946年（昭和21年）、名掛丁120番地にて40年以上続いた医院を受け継ぎ、宮城県社会保険協会が、病床数15床の内科医院「宮城第一病院」を開設した。当時は戦後占領期にあたり、当院が開設された宮城野橋（X橋）周辺は進駐軍のGIたちの歓楽街だった。
1950年（昭和25年）に「健康保険宮城第一病院」（36床）に改称。さらに同地で敷地を拡大し、1965年（昭和40年）には「社会保険宮城第一総合病院」（275床）に改称した。なお、敷地拡張により、1952年（昭和27年）に西口側地下から東口側地上に移設された国鉄（現・JR東日本）仙石線・仙台駅と接することになった。因みに、藤村の居住していた三浦屋の2階は、同院の2階、眼科診療室辺りとされる。

### 「福室」時代

#### 東北厚生年金病院
1982年（昭和57年）、仙台駅東第二土地区画整理事業施行予定地内にあった当院は、直線距離で東に7km以上離れながらも仙石線沿いである陸前高砂駅から徒歩圏の福室に移転し、「東北厚生年金病院」に改称（350床）。1993年（平成5年）に500床まで拡大したが、その後は縮小した。
2011年（平成23年）3月11日に東北地方太平洋沖地震（東日本大震災）が発生すると、直ちに災害医療体制を整えたが、ライフラインの途絶や建物の被災、物資不足、そして救急患者ではない避難者が集中して「避難所化」してしまい、災害拠点病院としては機能不全に陥った。

#### 東北薬科大学病院
2012年（平成24年）、社会保険庁改革に伴って進められてきた厚生年金病院および社会保険病院の譲渡方針に従い、当院が（独）年金・健康保険福祉施設整理機構から（学）東北薬科大学に譲渡された。2013年（平成25年）、「東北薬科大学病院」として開設された（466床）。
「東北薬科大学病院」時代は、日本では唯一の薬学の単科大学が運営する病院だった。この時期は「薬科大病院」と省略して呼ばれることがあった。
2013年10月、国が東北地方への医学部新設方針を受けて、東北薬科大学は医学部新設構想を発表。脳神経疾患研究所（福島県郡山市）・宮城県との3者競合の末、2014年8月に、東北医科薬科大学が選定された。2016年4月の開設をめざし、2015年3月に文部科学省へ医学部の設置認可を申請した。

#### 東北医科薬科大学病院
2016年（平成28年）4月1日、医学部新設に伴い、東北薬科大学が東北医科薬科大学に改称し、同時に当院も「東北医科薬科大学病院」に改称した。また、東日本電信電話（NTT東日本）より譲渡を受けたNTT東日本東北病院を東北医科薬科大学若林病院（199床→2020年9月より127床）に改称した。
2018年（平成30年）、病院西側隣接地に医学部新キャンパスが建設され、2019年（平成31年）1月には新大学病院棟が建設された。現在の病床数は600床。将来的には全面建替を実施する構想を持っている。

### 年表
- 1875年（明治8年） - 医術開業試験開始。
- 1887年（明治20年）12月15日 - 日本鉄道（現・東北本線）仙台駅が開業。
- 1889年（明治22年）4月1日 - 仙台区が市制施行して仙台市となった。
- 1894年（明治27年） - 仙台駅から徒歩圏の名掛丁62番地（後に120番地に変更）に、三浦屋（旅館兼下宿屋）が開業。
- 1896年（明治29年）11月 - 島崎藤村が仙台市での住居を、支倉町10番地の田代家から三浦屋に移した。三浦屋に居住していた間に『若菜集』を執筆した。
- 1897年（明治30年）
  - 7月 -  藤村が仙台から離れた。
  - 8月29日 - 『若菜集』が春陽堂から出版された。
- 1899年（明治32年） - 土井晩翠が高山樗牛の働きかけで第一詩集『天地有情』を刊行した（「晩藤時代」の始まり）。因みに「高山樗牛瞑想の松」は現・東北医科薬科大学小松島キャンパス内にある[23]。
- 1901年（明治34年） - 三浦屋が平田屋酒店（下宿屋兼業）になった。
- 1904年（明治37年） - 平田屋酒店が伊藤保生病院になった。
- 1937年（昭和12年） - 健康保険協会が設立。
- 1939年（昭和14年） - 東北薬学専門学校（後の東北医科薬科大学）が設立。
- 1941年（昭和16年） - 健康保険協会が社会保険協会に改称。

- 1945年（昭和20年）
  - 7月10日 - 仙台空襲
  - 8月15日 - 終戦

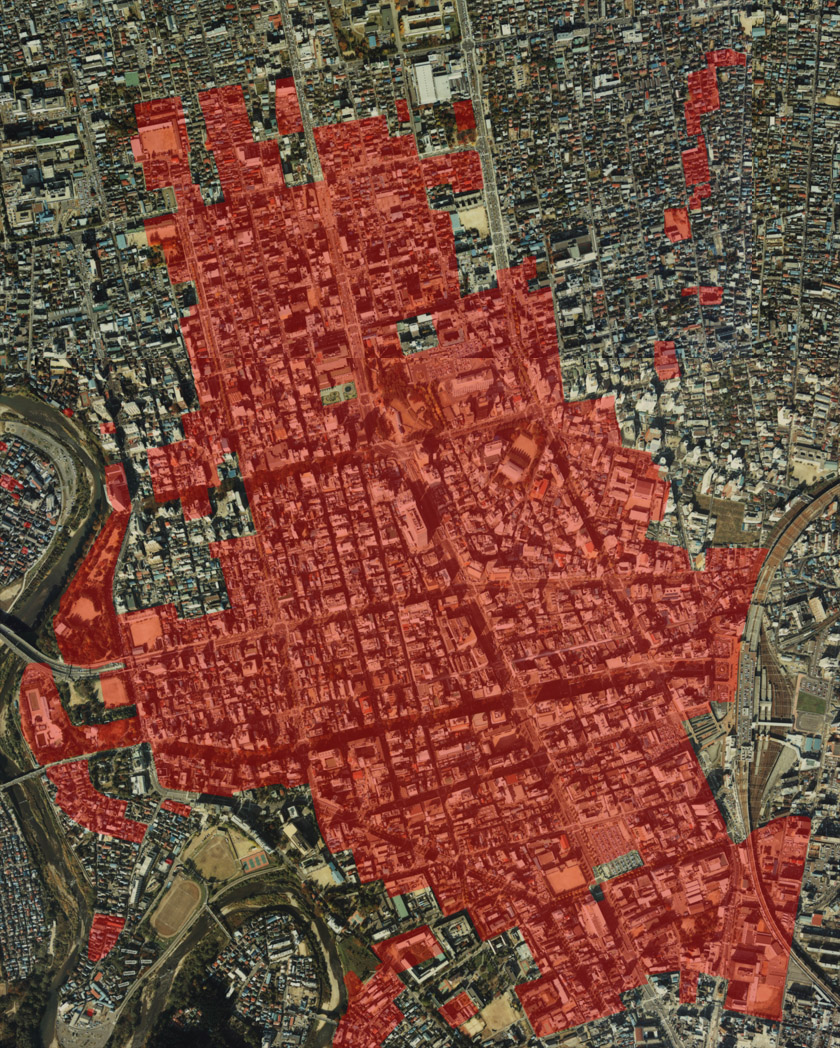
仙台空襲被災地図。当院付近は被災を免れた。

- 1946年（昭和21年）5月1日 - 宮城県社会保険協会が、保生病院跡地に宮城第一病院を開設（北緯38度15分44.6秒 東経140度53分0.3秒 / 北緯38.262389度 東経140.883417度）。
- 1949年（昭和24年） - 東北薬学専門学校が、新制大学に移行して東北薬科大学となった（後の東北医科薬科大学）。
- 1950年（昭和25年）5月 - 健康保険宮城第一病院に改称。
- 1965年（昭和40年）7月 - 社会保険宮城第一総合病院に改称。
- 1982年（昭和57年）10月 - 福室（北緯38度16分9.3秒 東経140度58分1.7秒 / 北緯38.269250度 東経140.967139度）に移転し、東北厚生年金病院に改称。
- 1989年（平成元年）4月1日 - 仙台市が政令指定都市に移行したため、宮城野区内となった。
- 1997年（平成9年）9月 - 災害拠点病院に指定。
- 2008年（平成20年）10月1日 - 独立行政法人年金・健康保険福祉施設整理機構 (RFO) に出資という形で移管され、社団法人全国社会保険協会連合会が運営委託先となった[24]。
- 2011年（平成23年）
  - 3月11日
    - 14時46分 - 東北地方太平洋沖地震（東日本大震災）発生。ライフラインは全て途絶した[25]。変圧器の故障により自動での自家発電への切り替えが出来ず、手動で切り替えするまでの数分間、電力供給が停止[25][26]。電話も不通になった[26]。
    - 発災直後 - 救急外来を立ち上げ[25]、1階ロビーにて被災患者の受け入れ開始[26]。B病棟で水漏れ、C病棟で壁破損が発生したため、患者をA病棟に移動・集約[26]。
    - 津波警報発令後 - 近隣住民が一挙に避難してきたため、1,300人もの避難者で廊下が埋め尽くされる状況となった[25][26]。患者・避難者を4階以上に移動させた[26]。
    - 15時50分 - 津波が正門前まで襲来したが、建物への浸水は免れた[25][26]。
    - 発災数時間後 - 作業用発電による電力供給への切り替えが完了[25]。
    - 夜間の院内滞在者は、入院患者が約300名、外来患者と避難者が約1,400名、職員が約400名[26]。

  - 3月12日 - 重症患者を優先するため、救急外来を閉鎖[25]。
  - 発災数日後 - ライフラインが復旧せず、水・食料等が不足してきたため、避難者の退去を進めた[26]。また、被災したBおよびC病棟が使用不能のため、終末期の患者数十人以外は転院を進めた[25][26]。通常診療再開まで、医師・看護師等は避難所の往診を行った[25]。
  - 3月16日 - 商用電源が復旧[26]。
  - 3月18日 - 上水道が復旧[26]。
  - 3月22日 - 新規の入院患者の受け入れを再開[26]。
  - 3月28日 - 手術治療を再開[25]。
  - 4月1日 - 通常診療を再開[25]。
  - 4月2日 - 都市ガスが復旧[26]。
- 2012年（平成24年）
  - 9月 - 学校法人東北薬科大学が当院の譲渡を厚生労働省に要望した[12]。
  - 11月9日 - 厚生労働大臣の指示を受け、RFOと（学）東北薬科大学との間で協議を開始[11][12]。
  - 12月11日 - RFOから（学）東北薬科大学へ、7億6000万円（税抜）で譲渡が成立[13][11]。
- 2013年（平成25年）
  - 4月1日 - 開設者を（学）東北薬科大学に変更し、東北薬科大学病院に改称。
  - 10月11日 - （学）東北薬科大学が医学部新設構想を発表[27]。
- 2014年（平成26年）8月28日 - 東北薬科大学の医学部新設案が選定された[17]。
- 2016年（平成28年）4月1日 - 東北医科薬科大学病院に改称。分院として東北医科薬科大学若林病院（北緯38度14分47.2秒 東経140度54分41.7秒 / 北緯38.246444度 東経140.911583度）を設置。